# Karl Wegelin
Karl Wegelin (* 9. Mai 1803 in St. Gallen, heimatberechtigt ebenda; † 27. November 1856 ebenda) war ein Schweizer Regionalhistoriker und Stiftsarchivar von St. Gallen.

## Leben
Karl Wegelins Eltern waren der Kaufmann und Munizipalitätsrat Christoph Wegelin und Catharina geborene Girtanner. Sein Bruder war der Jurist Michael August Wegelin. Wegelin besuchte das Gymnasium und die theologische Lehranstalt in St. Gallen. Ohne Universitätsbesuch absolvierte er sein Examen und diente 1825 als Vikar in Elm und anschliessend bis 1828 in Teufen. Wegen seiner körperlichen Behinderungen arbeitete er von 1834 bis zu seinem Tod als Aktuar des Stadtschulrats. Er heiratete 1837 Susanna Hoffmann. Zweite und dritte Ehefrau wurden 1842 und 1845 die Pfarrerstöchter Juditha Bernet und Anna Maria Rothmund.
Wegelin veröffentlichte seit 1826 lokal- und regionalgeschichtliche Arbeiten. Sein bedeutendstes Werk wurde die zweibändige Geschichte der Landschaft Toggenburg. Daneben ordnete er 1831–1832 das Stadtarchiv. Im Mai 1834 erhielt er von der Kantonsregierung und dem katholischen Administrationsrat die Stelle des Stiftsarchivars. Wegelin gab dem Archiv eine neue Ordnung, die noch im 21. Jahrhundert Gültigkeit hat. Zudem erschloss er die hinzugekommenen Archive der toggenburgischen Landvogtei und der Abtei Pfäfers.

## Werke (Auswahl)
- Lichtensteig, dargestellt nach seinem gegenwärtigen Zustande und seinen bisherigen Schicksalen. 1826.
- Geschichte der Landschaft Toggenburg. Erster Theil. Huber, St. Gallen 1830.
- Geschichte der Landschaft Toggenburg. Zweiter Theil. Huber, St. Gallen 1833.
- Die Pfarrkirche St. Laurenzen von ihrem Ursprunge an bis auf unsere Zeiten. Ein dokumentirter Beitrag zur Beleuchtung der Kirchen- und Reformationsgeschichte der Stadt St. Gallen. St. Gallen 1832.
- Neue Beiträge zur Geschichte des sogenannten Appenzellerkrieges. 1844.
- Die Regesten der Benedictiner-Abtei Pfävers und der Landschaft Sargans. 1850.
- Historische Denkschrift über die Schicksale und Verhältnisse des St. Gallischen Stiftsarchivs. 1858.

## Belege
1. 1 2  Peter Erhart: Karl Wegelin. In: Historisches Lexikon der Schweiz.  14. Oktober 2013.
2. 1 2  Johannes Dierauer: Wegelin, Karl. In: Allgemeine Deutsche Biographie. Band 41, 1896, S. 424–426.

| Personendaten    | Personendaten                             |
| ---------------- | ----------------------------------------- |
| NAME             | Wegelin, Karl                             |
| ALTERNATIVNAMEN  | Wegelin, Carl                             |
| KURZBESCHREIBUNG | Schweizer Regionalhistoriker und Archivar |
| GEBURTSDATUM     | 9. Mai 1803                               |
| GEBURTSORT       | St. Gallen                                |
| STERBEDATUM      | 27. November 1856                         |
| STERBEORT        | St. Gallen                                |